# Evangelische Kirche (Nohen)

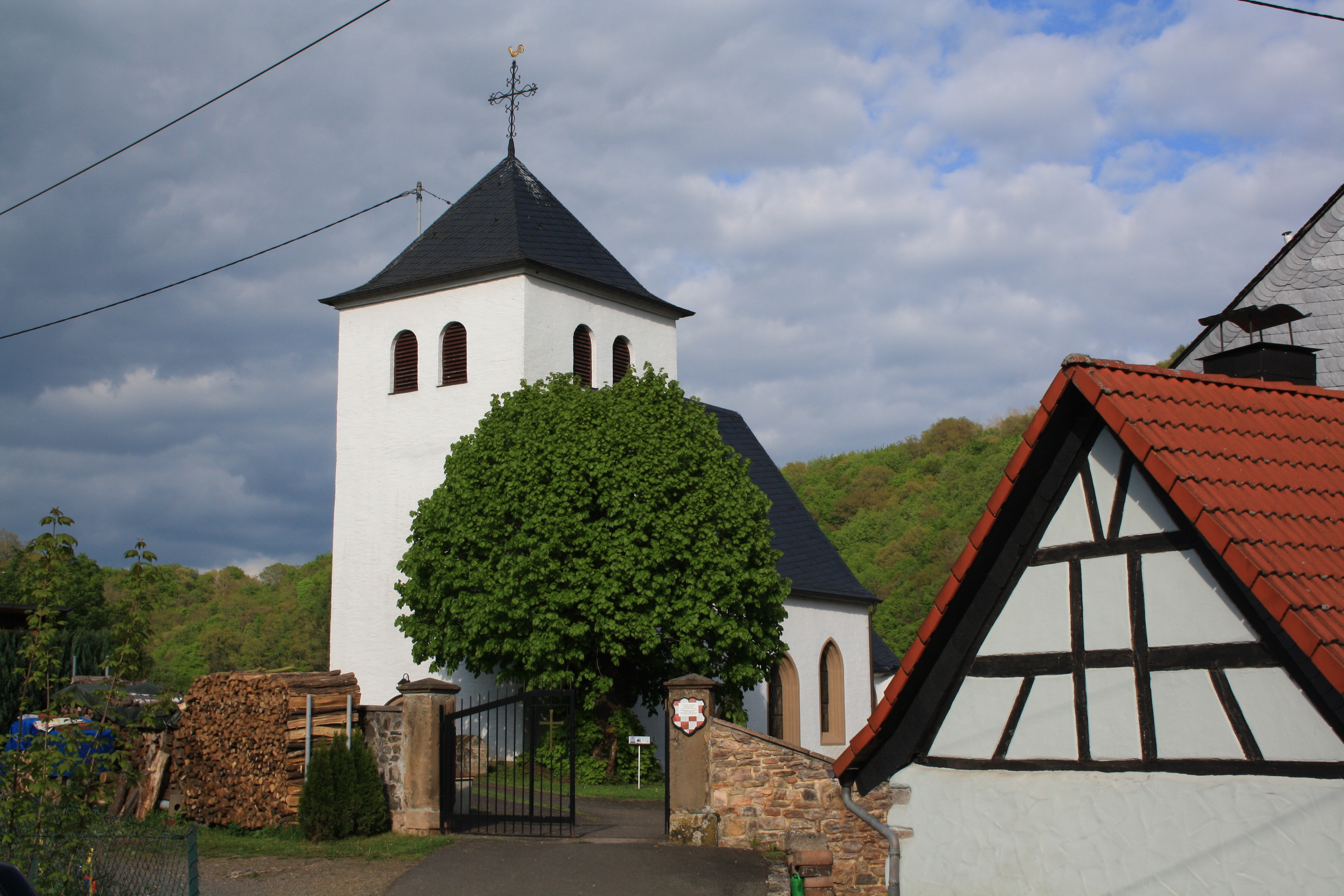
Evangelische Kirche Nohen

Die Evangelische Kirche Nohen ist ein Kirchengebäude in Nohen im  rheinland-pfälzischen Landkreis Birkenfeld.
Die Kirche in der Dorfmitte ist umgeben vom Friedhof. Als ältester Teil gilt der Turm, der auf das 14. Jahrhundert zurückgeht. Von einem Vorgängerbau sind zwei Spolien aus vorromanischer Zeit als Fragmente vorhanden. Schiff und Chor stammen aus der Spätgotik. Wie weit im Lauf der Zeit Umbauten vorgenommen wurden, ist nicht sicher. Möglicherweise wurde im 18. Jahrhundert das Kirchenschiff erhöht. Beim Umbau im Jahr 1936, bei dem der Eingang von der Südseite an die Westseite des Turmes verlegt wurde, erhielt die Kirche einen Anbau, der heute als Leichenhalle verwendet wird. Zugleich wurden zwei auf dem Dachboden versteckte Heiligenfiguren entdeckt, deren Verbleib ungeklärt ist. Durch einen Kaminbrand brannte die Kirche im Jahr 1942 komplett aus. Der Wiederaufbau erfolgte in den Jahren 1953/54. Dabei wurde der Turm auch um ein Glockengeschoss erhöht. Die Wiedereinweihung der Kirche erfolgte am 12. September 1954.
Das Innere der Kirche ist relativ schlicht. Vorhandene Baureste lassen vermuten, dass das Gewölbe des Chores ursprünglich einmal als Kreuzgewölbe ausgeführt war. Im Chor vorhanden sind noch das alte Sakramentshaus sowie ein Sakrarium. Seit den 1970er Jahren besitzt die Kirche eine kleine Oberlinger-Orgel mit vier Registern.
Mit Einführung der Reformation in der Hinteren Grafschaft Sponheim im Jahr 1557 wurde die Kirche zu einer evangelischen Pfarrkirche. Im 16. Jahrhundert und von 1800 bis 1823 hatte die Gemeinde einen eigenen Pfarrer. Von 1570 bis 1800 war Nohen mit Reichenbach pfarramtlich verbunden, seit 1823 bestand eine pfarramtliche Verbindung mit der zweiten Pfarrstelle der Kirchengemeinde Birkenfeld. Die Kirchengemeinde, zu der auch der Ort Rimsberg gehörte, gehörte zum Kirchenkreis Obere Nahe der Evangelischen Kirche im Rheinland. Zum 1. Januar 2021 wurde sie aufgelöst und der Evangelischen Kirchengemeinde Birkenfeld angegliedert.